# 奧爾巴赫河 (貝森巴赫河支流)
49°58′39.31″N 9°15′16.73″E / 49.9775861°N 9.2546472°E

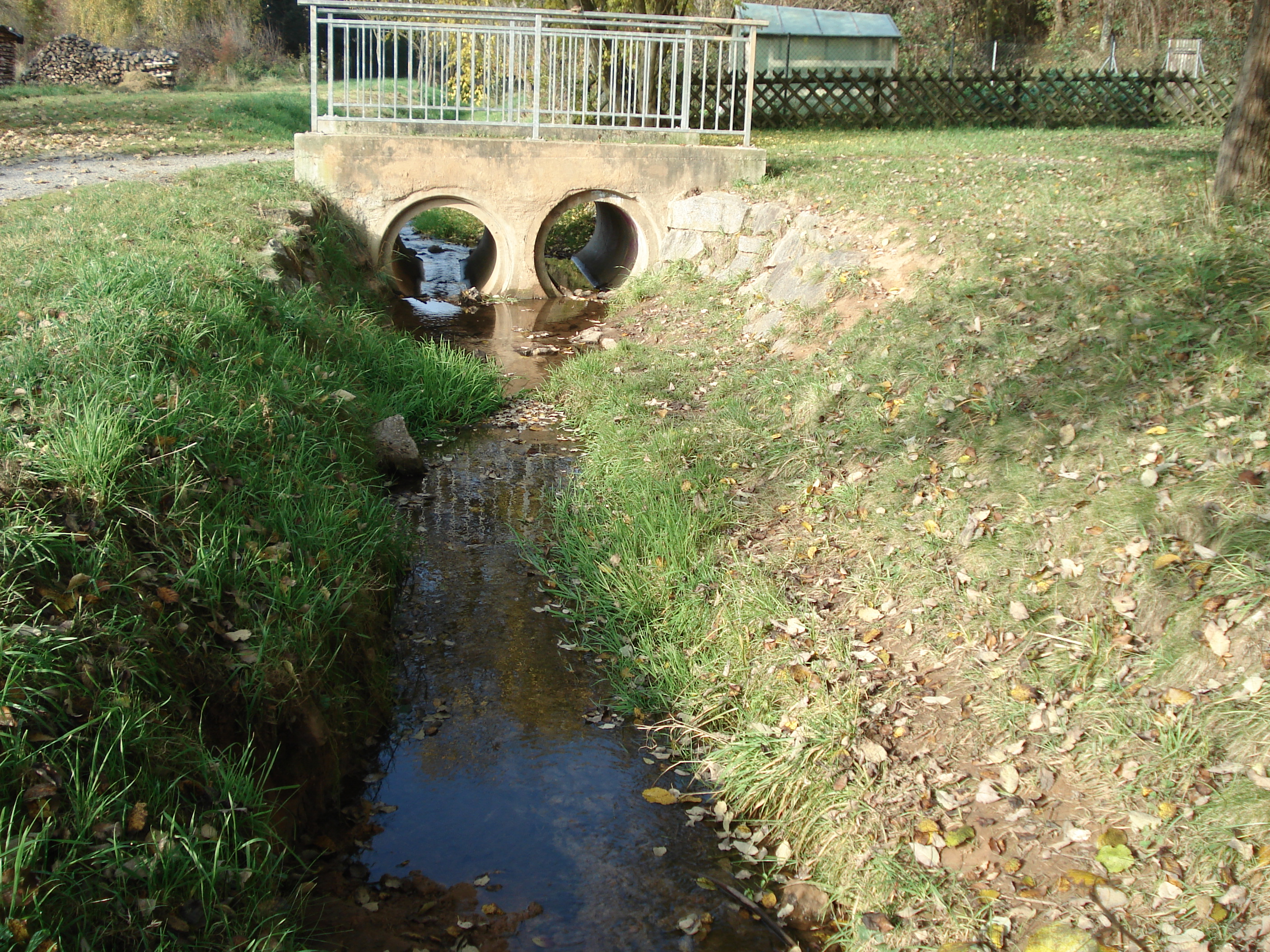

奧爾巴赫河（德語：Auerbach），是德國的河流，位於該國東南部，由巴伐利亞負責管轄，屬於貝森巴赫河的右支流，河道全長2.7公里，流域面積2.1平方公里，發源自瓦爾達沙夫以南。